# Vreshtas
Vreshtas es un municipio del distrito de Maliq, en el condado de Korçë, Albania. 
Se encuentra ubicado al sureste del país, sobre los montes Grammos, cerca de la frontera con Grecia, al este, con una población a finales del año 2011 de 7513 habitantes.